# Escatalens
Escatalens ist eine französische Gemeinde mit 1139 Einwohnern (Stand 1. Januar 2022) im Département Tarn-et-Garonne in der Region Okzitanien. Escatelens gehört zum Arrondissement Montauban und zum Kanton Beaumont-de-Lomagne. Die Bewohner werden Escatalinois und Escatalinoises genannt.

## Geografie
Die Gemeinde befindet sich in der ehemaligen Provinz Quercy zwischen dem Canal latéral à la Garonne (deutsch: Garonne-Seitenkanal) und der Garonne. Escatalens ist etwa 15 km von Montauban und rund 20 km von Castelsarrasin entfernt. Das Gebiet der Gemeinde wird durch den Seitenkanal der Garonne, die Garonne, den Ruisseau de Larone, den Ruisseau de Pantagnac, den Ruisseau de Rafié, den Ruisseau de Verdié, den Ruisseau de Sanguinenc und verschiedene andere kleine Wasserläufe entwässert.
Ein Teil des Gemeindegebiets an der Garonne gehört zu den Naturschutzgebieten „Garonne, Ariège, Hers, Salat, Pique et Neste“ und „Vallée de la Garonne de Muret à Moissac“ im Rahmen des Natura 2000-Netzwerks.
Umgeben wird Escatalens von den sieben Nachbargemeinden:
| Saint-Porquier    | La Ville-Dieu-du-Temple                     | Montbeton Labastide-Saint-Pierre |
| Cordes-Tolosannes | Kompassrose, die auf Nachbargemeinden zeigt |                                  |
| Bourret           |                                             | Montech                          |

## Bevölkerungsentwicklung
| Jahr      | 1962 | 1968 | 1975 | 1982 | 1990 | 1999 | 2006 | 2013  | 2020  |
| --------- | ---- | ---- | ---- | ---- | ---- | ---- | ---- | ----- | ----- |
| Einwohner | 767  | 766  | 592  | 623  | 691  | 689  | 935  | 1.056 | 1.115 |

## Sehenswürdigkeiten
- Pfarrkirche Sainte-Madeleine aus dem 17. Jahrhundert
- Schloss Boutary aus dem 18. und 19. Jahrhundert

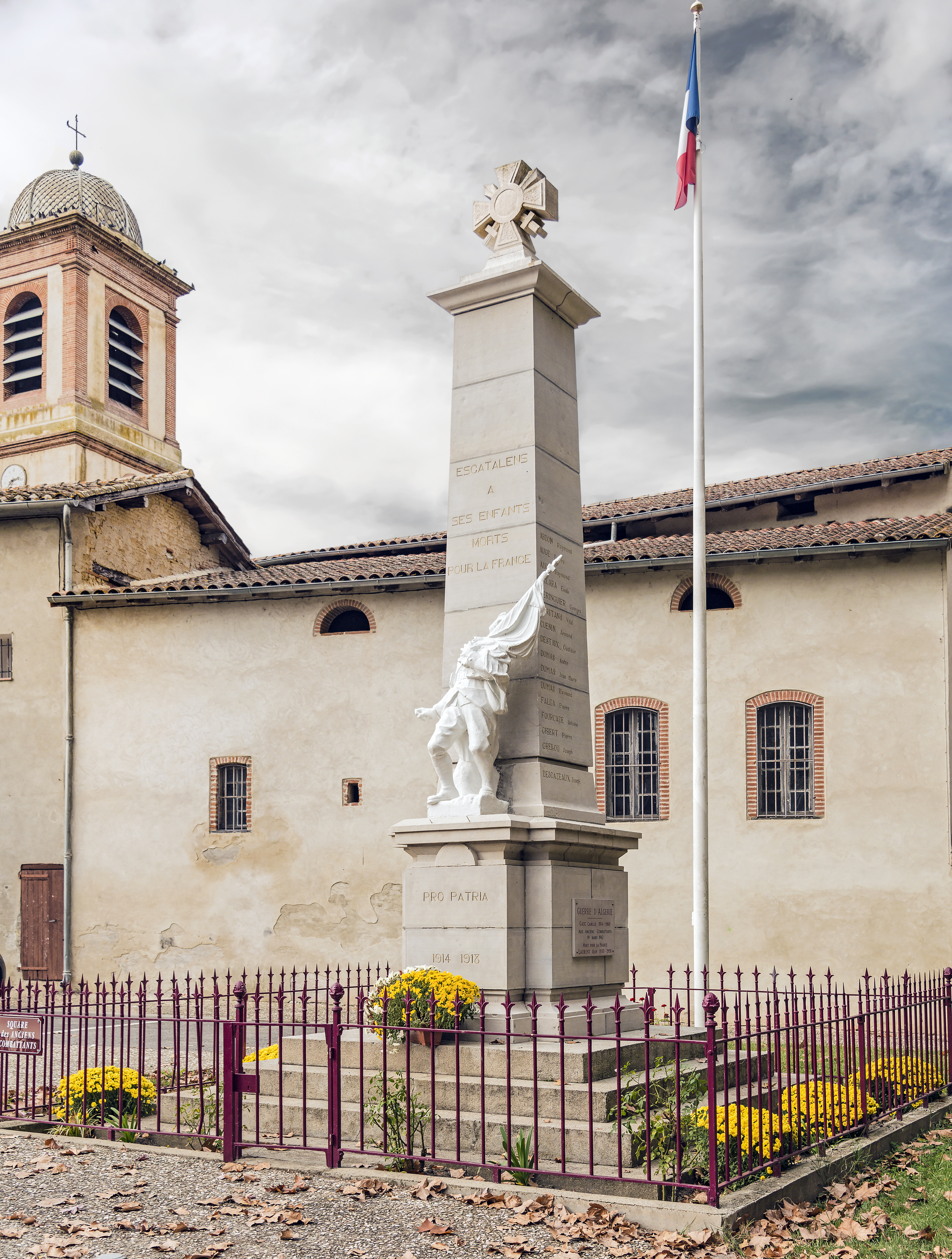
Kriegsdenkmal
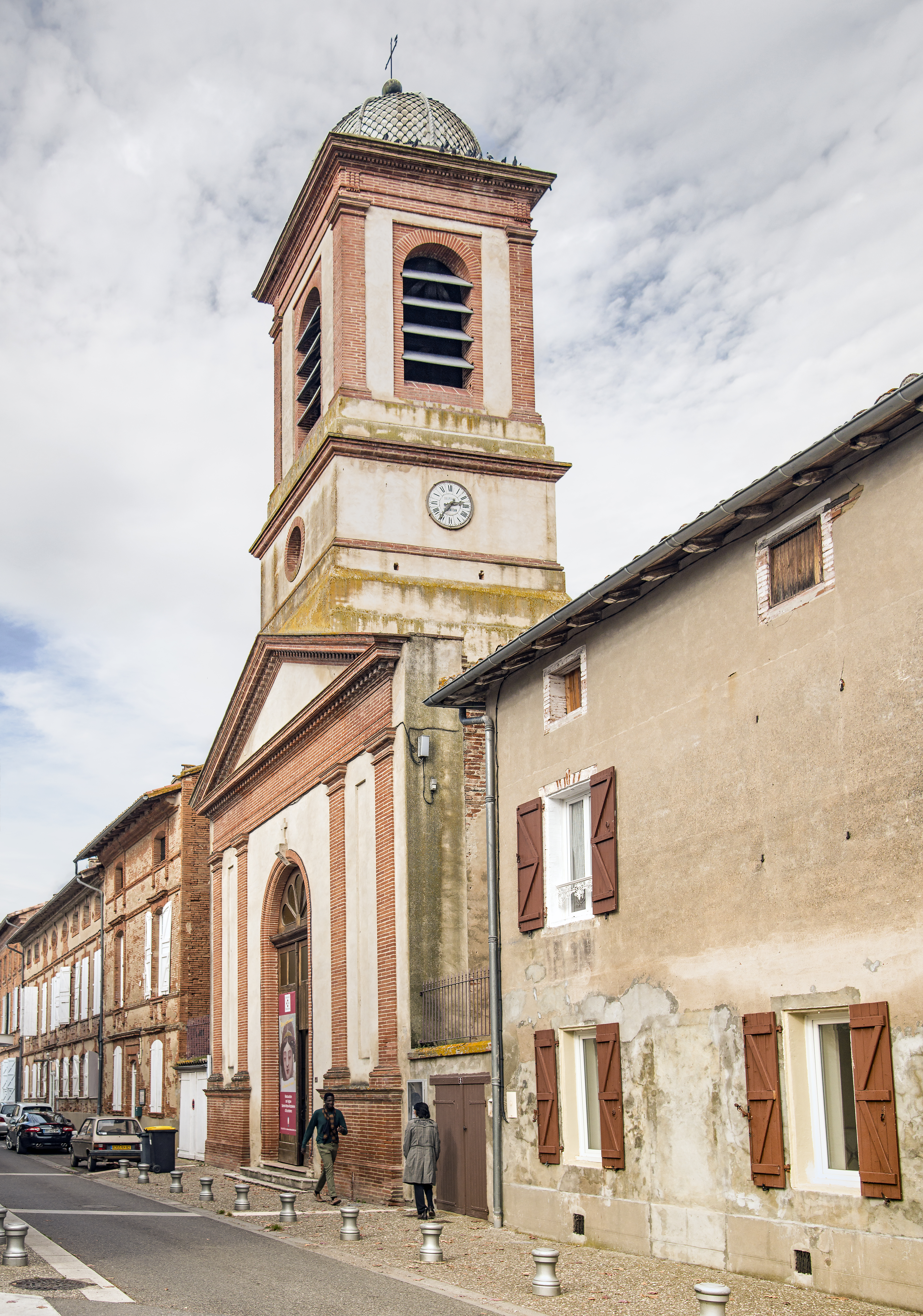
Pfarrkirche Sainte-Madeleine
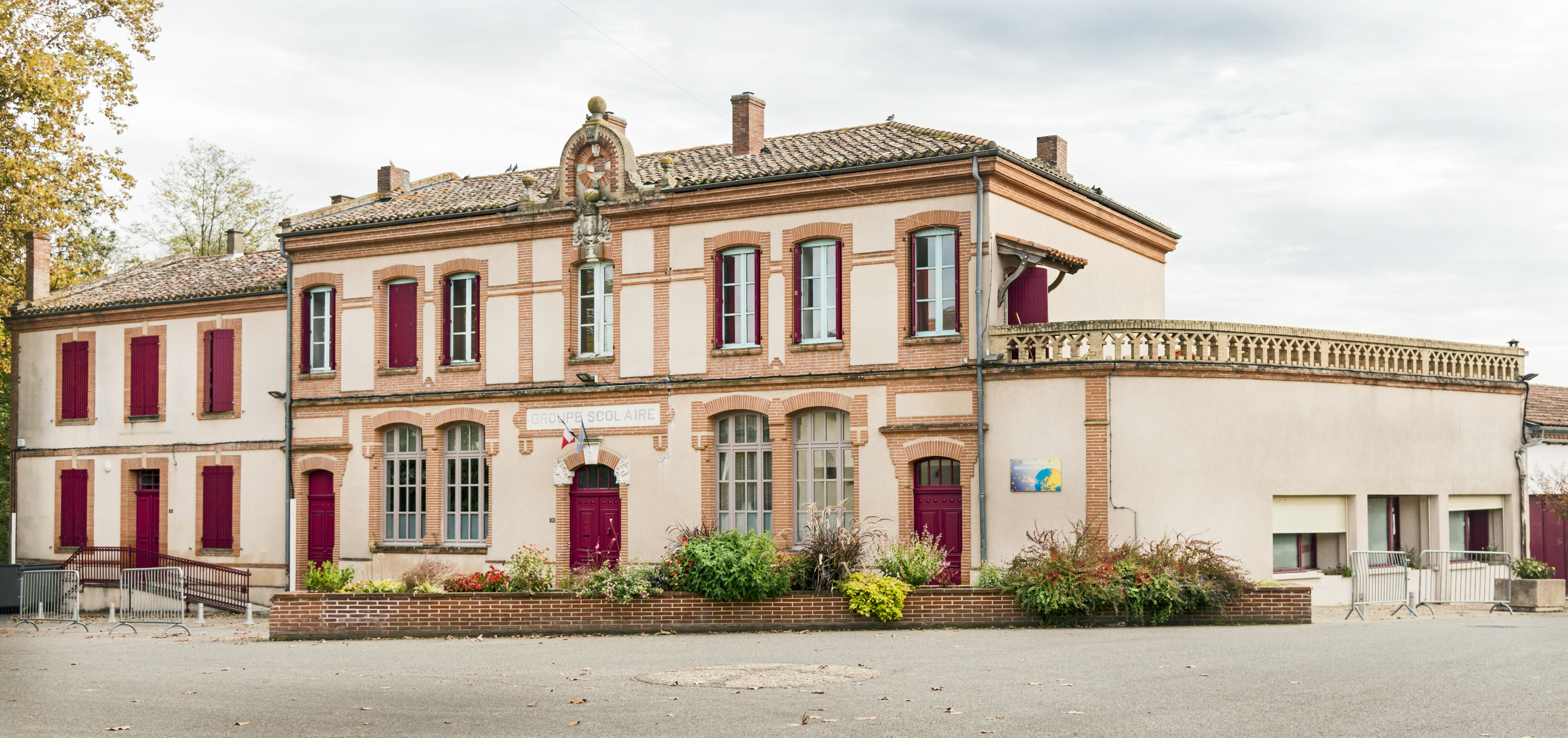
Schule 'Antoine de Saint-Exupéry'